# Clase Kírov (1980)
La clase «Kírov», con designación soviética Proyecto 1144 «Orlan» (en ruso: Орлан, águila marina), es una clase de crucero de batalla de misiles guiados y de propulsión nuclear de la Armada Soviética y la Armada de Rusia. Son en activo los buques de combate de superficie más grandes y pesados del mundo, descontando otro tipo de buques como portaaviones o de asalto anfibio. Entre los buques de guerra modernos, son superados en tamaño solo por los grandes portaaviones, tienen un tamaño similar a un acorazado de la Segunda Guerra Mundial. La clasificación soviética oficial del tipo de barco es «crucero de misiles guiados de propulsión nuclear pesada» (en ruso: тяжёлый атомный ракетный крейсер). A menudo se denominan los barcos como cruceros de batalla, debido a su tamaño, desplazamiento, armamento y apariencia general.
En total, hay cuatro cruceros de esta clase para la Armada de los cuales tres están inoperativos por diferentes razones. El más moderno y actualmente en activo es el crucero Piotr Velikiy (Pedro El Grande). Es el buque insignia de la Flota del Norte. El Almirante Najímov está siendo modernizado con un armamento más moderno y potente.
La aparición de la clase Kírov jugó un papel clave en la puesta en servicio y modernización de los acorazados clase Iowa de la Segunda Guerra Mundial por parte de la Armada de los Estados Unidos en la década de los ochenta.
El diseño del casco de la clase Kírov fue utilizado para el buque soviético de propulsión nuclear de mando y comunicaciones SSV-33 Ural.

## Unidades construidas
El primer buque de la clase Kírov, fue iniciado en 1974 y construido en los Astilleros del Báltico. Recibe su nombre del líder bolchevique Serguéi Kírov, y se designó como Proyecto 1144. A continuación los otros cuatro previstos con mejoras y cambios del proyecto inicial, pasaron a denominarse Proyecto 1144.2. Los cuatro adoptaron el sobrenombre honorífico de Mijaíl Frunze, Mjiaíl Kalinin, Yuri Andrópov y Nikolái Kuznetsov.
Proyecto 1144
- Kírov, renombrado Almirante Ushakov el 27 de mayo de 1992. Número de identificación: 090

Proyecto 1144.2
- Frunze, renombrado Almirante Lázarev el 27 de mayo de 1992. Número de identificación: 015
- Kalinin, renombrado Almirante Najímov el 27 de mayo de 1992.  Número de identificación:080
- Yuri Andrópov, renombrado Pyotr Velikiy el 27 de mayo de 1992. Número de identificación: 099
- Almirante de la Flota Sovétskogo Soyuza Kuznetsov, nunca iniciado.

## Armamento y sistemas de radar

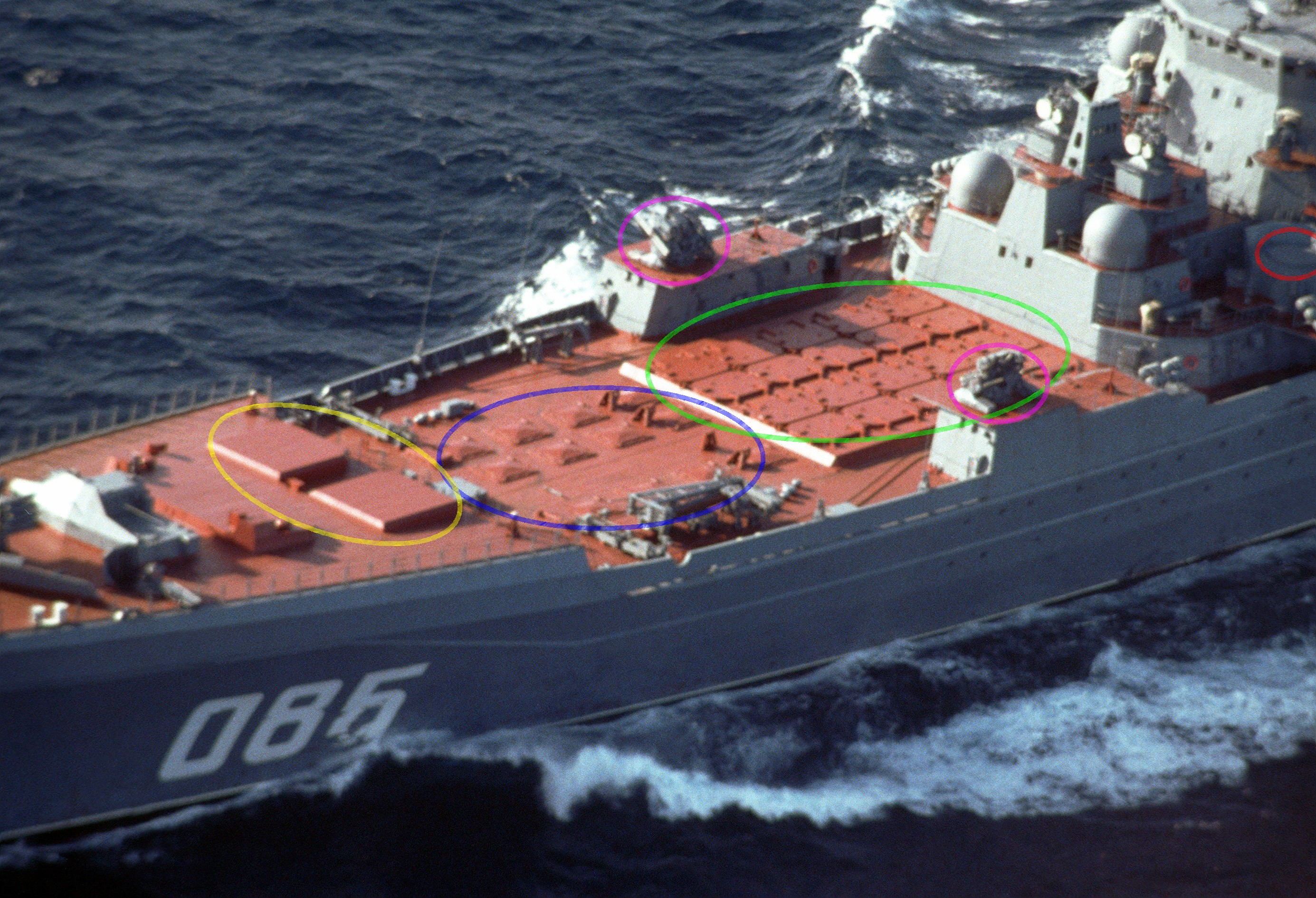
Vista aérea del puerto de la cubierta de proa del Kalinin que ilustra las diferencias con el barco líder de la clase.
2 sistema de misiles/pistola de defensa de punto Kortik
Espacio vacío destinado a 2 lanzadores SAM verticales SA-N-9

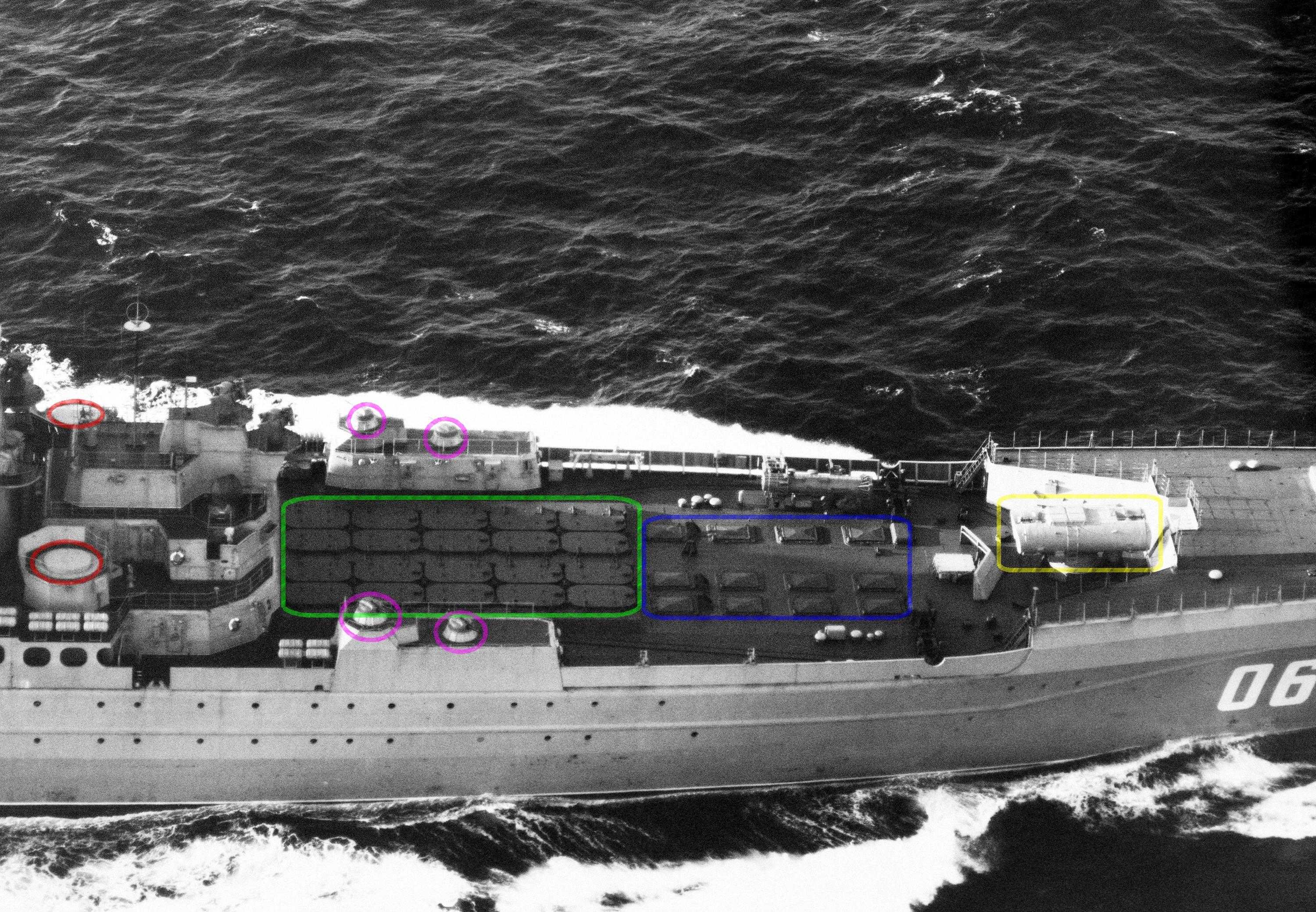
Vista aérea de estribor de la cubierta de proa del Kirov.
4 cañones rotativos individuales de 30 mm
2 lanzadores emergentes (bajados) SA-N-4 SAM
20 lanzamisiles de crucero SS-N-19
12 lanzadores SA-N-6 SAM
1 lanzamisiles doble SS-N-14 de guerra antisubmarina/superficie

Cada crucero nuclear Kírov está fuertemente armado, en cubierta se puede ver una fuerte presencia de sistemas de artillería y de lanzamiento de misiles. Llevan un radar tridimensional de barrido electrónico plano y de búsqueda aire-superficie de largo alcance en el trinquete, denominado Vosjod MR-800, con sensibilidad de al menos 200 kilómetros. Este sistema da cobertura al sistema de defensa antiaérea mediante misiles S-300FM Fort, diseñados para interceptar a muy altas velocidades misiles de crucero y antibuque enemigos a cientos de millas náuticas de distancia. En el mástil principal hay otro radar 3D, Fregat MR-710 y una segunda defensa con un misil superficie-aire, una versión naval del sistema Tor-M1 (3K95 «Kinzhal» (designación OTAN: SA-N-9 «Gauntlet»).
Su capacidad de ataque antibuque se basa principalmente en 20 misiles de largo alcance denominados P-700 Granit (designación OTAN SS-N-19 «Shipwrecks»). Cada misil puede llegar a superar las siete toneladas de peso y alcanzar objetivos a 550 - 625 km (342 - 388 millas), además de tener ciertas capacidades de inteligencia artificial para coordinar un ataque de un grupo de misiles a muy altas velocidades.
Para la guerra electrónica utilizan dos lanzadores de señuelos PK-2 alimentados con 400 cohetes.
Los cruceros están equipados con un helipuerto desde donde operan tres Kamov Ka-25 o dos Kamov Ka-27 alojados en hangar bajo cubierta, y armados con torpedos y cargas de profundidad para la lucha antisubmarina.

### Kírov/Almirante Ushakov(090) (Proyecto 1144)
- Sistemas de radar
  - complejo de radar MR-800 Flag
    - radar MR-600 Voskhod (Top Sail)
    - radar MR-700 Fregat-M (Top Plate)
- Sistemas de Armamento
  - 1 lanzador SM-233 para 20 misiles SSM P-700 Granit (SS-N-19 Shipwreck)  (montados en la proa en un sistema de lanzamiento vertical)
  - 1 lanzador B-203A para 96 misiles SAM S-300F Fort (SA-N-6 Grumble)
  - 2 lanzadores ZIF-122 para 40 misiles SAM Osa-M (SA-N-4 Gecko)
  - 16 montajes ZS-95 Kinzhal SAM para 128 misiles 9M330 (SA-N-9 Gauntlet)
  - 2 cañones AK-100 de 100 mm
  - 8 cañones АК-630М de 30 mm
  - 2 cañones 45 21KM de 45 mm
  - 2 lanzadores PTA-53-1144 para torpedos de 533 mm (10 torpedos SET-65)
  - Complejo ASW URPK-4 Metel 4-U (SS-N-14 Silex)
  - sistema ASW RBU-6000 Smerch-2
  - sistema ASW RBU-1000 Smerch-3
  - 2 lanzadores de cargas de profundidad MRG-1 Ogonyok
  - 2 helicópteros Ka-27PL Helix-A o 3 Ka-25BSh Hormone-A

### Frunze/Almirante Lázarev(015) (Proyecto 1144.2)
- Sistemas de radar
  - complejo de radar MR-800 Flag
  - radar MR-600 Voskhod
  - radar MR-700 Fregat-M
- Sistemas de Armamento
  - 20 misiles SSM P-700 Granit
  - 96 misiles SAM S-300F Fort
  - 40 misiles SAM Osa-M
  - 2 cañones AK-130 de 130 mm
  - 6 cañones AK-630M de 30 mm
  - sistema ASW RBU-6000 Smerch-2
  - sistema ASW RBU-1000 Smerch-3

### Kalinin/Almirante Najímov(080) (Proyecto 1144.2)
- Sistemas de radar
  - complejo de radar MR-800 Flag
  - radar MR-600 Voskhod
  - radar MR-750 Fregat-MA
- Sistemas de Armamento
  - 20 misiles SSM P-700 Granit
  - 96 misiles SAM S-300F Fort
  - 46 misiles SAM S-300FM Fort-M (SA-N-20)
  - 40 misiles SAM Osa-MA
  - 2 cañones AK-130 de 130 mm
  - 6 cañones CIWS 3M87 Kartik
  - sistema ASW RBU-12000 Udav-1
  - sistema ASW RBU-1000 Smerch-3

### Yuri Andropov/Piotr Velikiy(099) (Proyecto 1144.2)
- Sistemas de radar
  - complejo de radar MR-800 Flag
  - radar MR-600 Voskhod
  - radar MR-750 Fregat-MA
  - radar de superficie MR-350 Podkat
- Sistemas de Armamento
  - 20 misiles SSM P-700 Granit
  - 48 misiles SAM S-300F Fort
  - 46 misiles SAM S-300FM Fort-M
  - 40 misiles SAM Osa-M
  - 2 cañones AK-130 de 130 mm
  - 6 cañones CIWS 3M87 Kartik
  - sistema ASW RBU-12000 Udav-1
  - sistema ASW RBU-1000 Smerch-3

## Historial de servicio

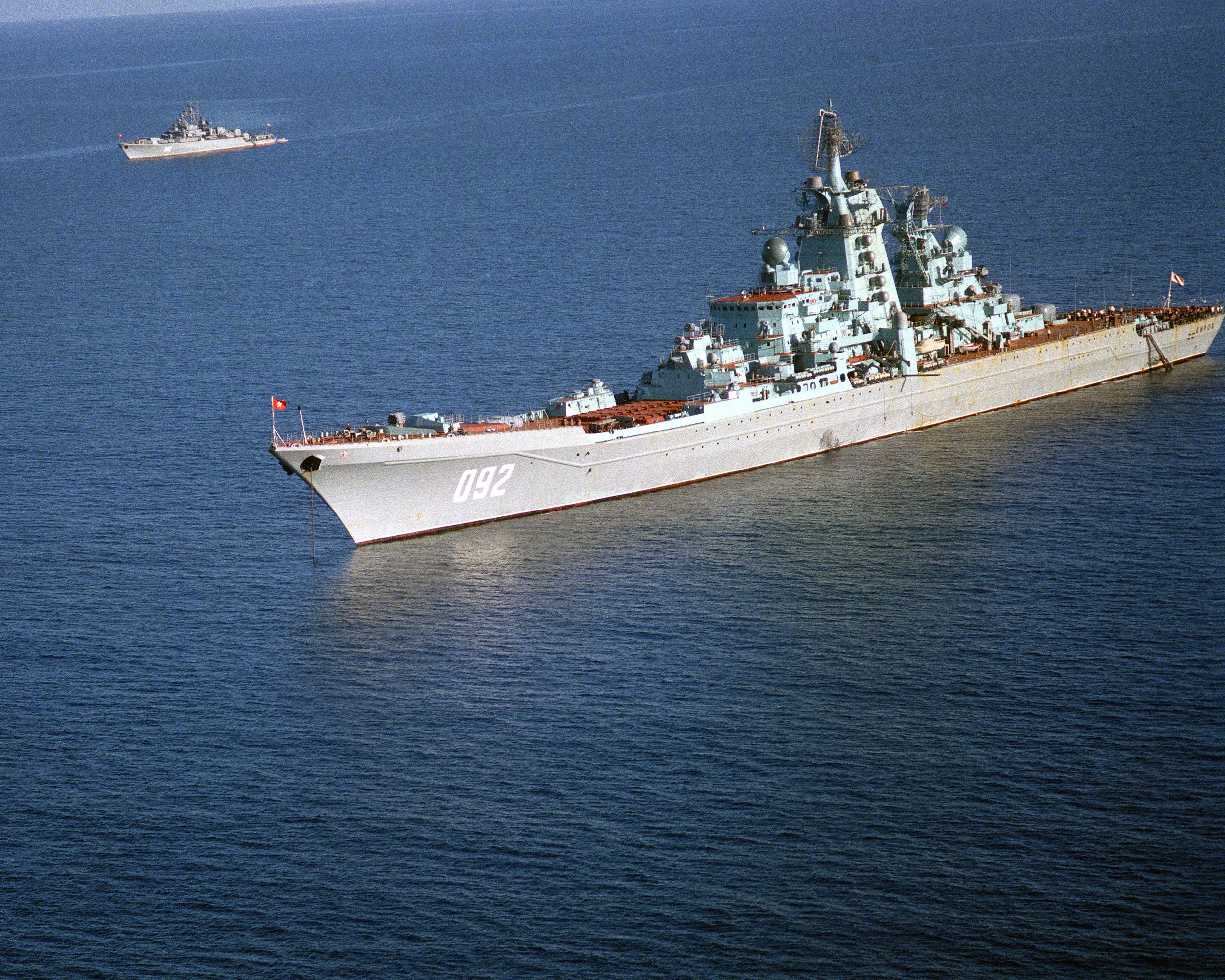
El Kirov, navegando en 1989.

El primer barco de esta clase fue el Kirov (en 1992 renombrado como Almirante Ushakov), botado en 1973 en los Astilleros del Báltico y lanzado en 1977, comisionado el 30 de diciembre de 1980. La designación OTAN era BALCOM I (Combatiente del Báltico I) para diferenciarlo del otro proyecto soviético denominado BLACKCOM 1 (Combatiente del Mar Negro I), futuros cruceros de clase Slava.
El crucero Kírov sufrió un accidente en el reactor nuclear en 1990, mientras realizaba pruebas en el Mar Mediterráneo. Con la disolución de la Unión Soviética y la falta de recursos económicos, se quedó en reserva como inactivo. No se hicieron reparaciones debido a la falta de fondos y el cambio de situación política en la Unión Soviética, posiblemente fue canibalizado para obtener partes para otros barcos de la clase. Se tenía previsto su vuelta al servicio en el 2020, pero finalmente se ordenó su desguace en 2021.

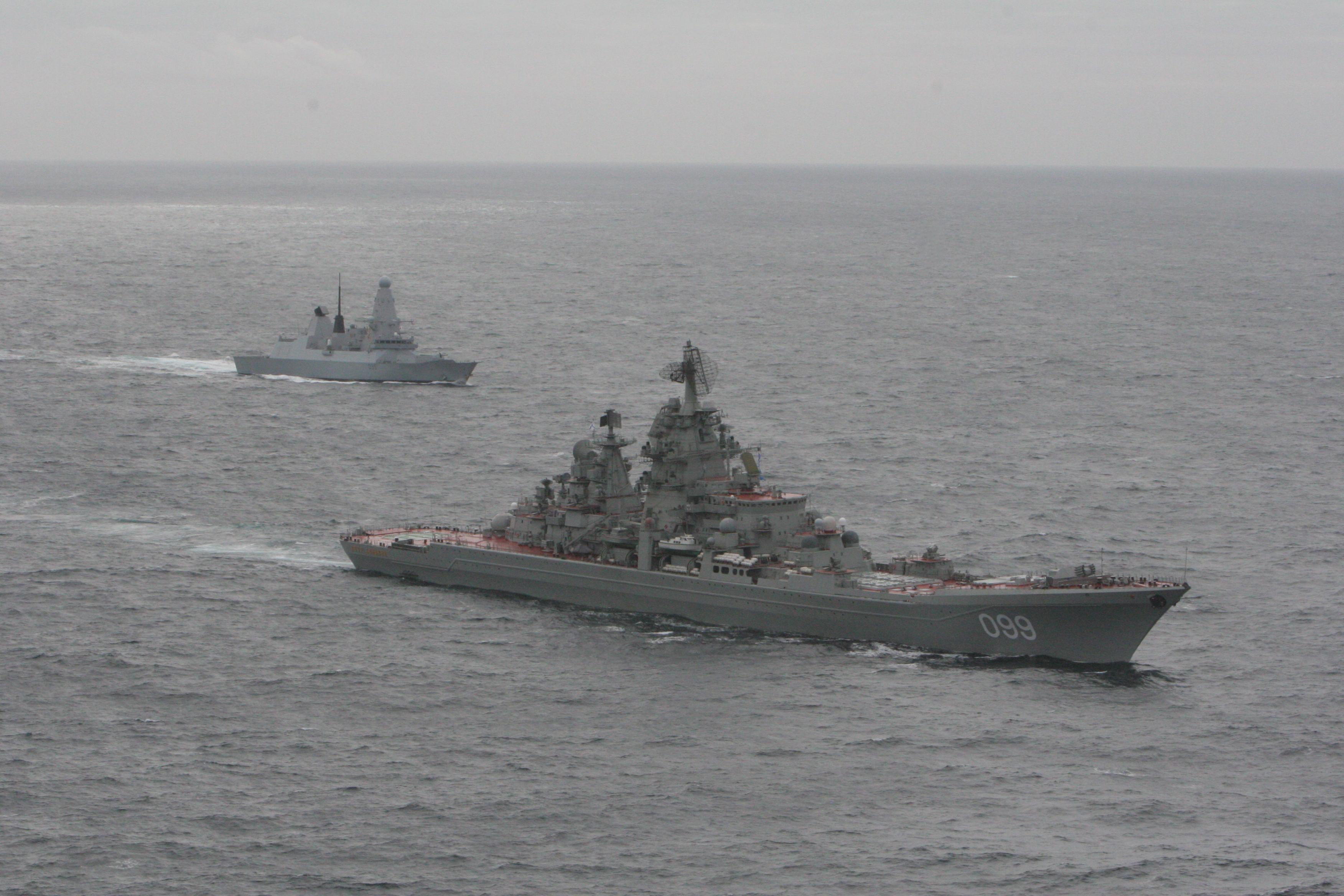
El Pyotr Velikiy (en primer plano) escoltado por el HMS Dragon (al fondo) frente a las costas del Reino Unido en mayo de 2014.

Frunze, el segundo barco de la clase, fue completado en 1984 y asignado a la Flota del Pacífico. En 1991 fue renombrado como Almirante Lázarev. El barco permaneció activo desde 1994 y fue enviado a la reserva 4 años después. Se planificó su vuelta al servicio para 2020, pero finalmente fue enviado al desguace en el año 2021.
Kalinin, el tercero de la clase, entró en servicio en 1988. Asignado a la Flota del Norte, luego renombrado Almirante Najímov fue asignado para retiro en 1999 y luego reactivado en 2005. Actualmente está en mantenimiento e importante modernización para su vuelta al servicio en la década de 2020.
La construcción del cuarto barco Yuri Andrópov encontró muchos retrasos en 1986 (año de su construcción) y no se completó sino hasta 1996, y fue bautizado como Pyotr Velikiy (Pedro el Grande).  Fue visto en maniobras navales en Venezuela en 2009, con nuevas adaptaciones en su diseño: se incorporaron dos hangares para transportar helicópteros Kamov Ka-27 y nuevos radares planos en el puente de mando; puede transportar misiles balísticos de medio alcance y misiles antisatélites, en forma similar a los cruceros clase Ticonderoga con el Sistema de Combate Aegis occidental.

## Buques
| Nombre                                                                                          | Nombrado por      | Astillero                   | Puesto en grada     | Botado                  | Asignado                | Estado                               |
| ----------------------------------------------------------------------------------------------- | ----------------- | --------------------------- | ------------------- | ----------------------- | ----------------------- | ------------------------------------ |
| Almirante Ushakov (ex-Kírov)                                                                    | Fiódor Ushakov    | Baltiysky Zavod, Leningrado | 27 de marzo de 1974 | 26 de diciembre de 1977 | 30 de diciembre de 1980 | Baja, para ser desguazado            |
| Almirante Lázarev (ex-Frunze)                                                                   | Mijaíl Lázarev    | Baltiysky Zavod, Leningrado | 27 de julio de 1978 | 26 de mayo de 1981      | 31 de octubre de 1984   | Baja, posibilidad de ser modernizado |
| Almirante Najímov (ex-Kalinin)                                                                  | Pável Najímov     | Baltiysky Zavod, Leningrado | 17 de mayo de 1983  | 25 de abril de 1986     | 30 de diciembre de 1988 | En trabajos de modernización         |
| Pyotr Velikiy (ex-Yuriy Andropov)                                                               | Pedro el Grande   | Baltiysky Zavod, Leningrado | 11 de marzo de 1986 | 29 de abril de 1989     | 18 de abril de 1998     | En servicio con la flota del norte   |
| Almirante de la Flota Sovetskogo Soyuza Kuznetsov (ex-Dzerzhinsky, ex-Oktyabrskaya Revolutsiya) | Nikolái Kuznetsov | Baltiysky Zavod, Leningrado | n/a                 | n/a                     | n/a                     | Cancelado el 4 de octubre de 1990    |